# Cleistocactus hoffmannii

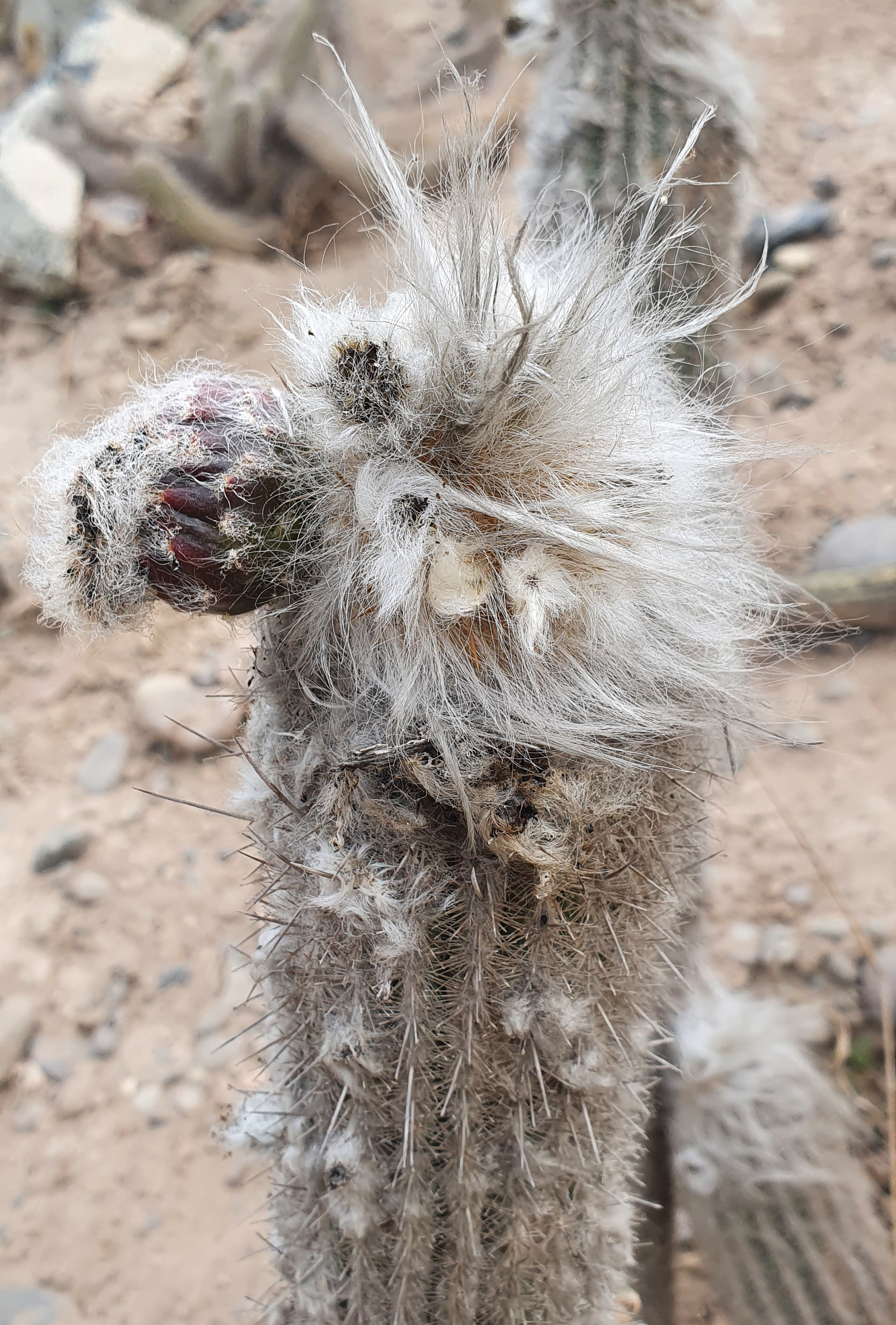
Loxanthocereus hoffmannii en fruto en el Parque de Las Leyendas (Lima).

Cleistocactus hoffmannii es una especie de plantas de la familia de las cactáceas, endémica del valle del río Lurín,  departamento de Lima, y en las vertientes occidentales de los Andes del Perú.

## Descripción
Son cactus erectos a decumbentes, ramificados desde la base, de 1 a 1.2 m de alto y de 5 a 8 cm de diámetro. Tienen de 15 a 20 costillas crenadas, areolas con largas cerdas blancas, más largas en el ápice de la planta donde forman un característico mechón, espinas centrales rectas de 3 a 3.5 cm de largo y entre 20 a 50 espinas radiales aciculares de 0.8 cm de largo. Las flores son tubulares oblicuas de 7.5 cm de largo, 2.5 cm de diámetro y de color rojo escarlata, producen frutos verde claro globulares de alrededor de 3 cm de diámetro.
En Perú se prefiere utilizar el basiónimo Loxanthocereus hoffmannii Ritter, lo cual botánicamente se considera más correcto porque las flores son oblicuas y zigomorfas, muy abiertas al extremo y no tubulares y actinomorfas, cerradas en el ápice como en Cleistocactus. Fue descrito en el valle del río Lurín, en el sur de Lima, a 2000 m snm. Debido a la escasez de sus individuos se lo ha propuesto como críticamente en peligro.

## Taxonomía
Loxanthocereus hoffmannii fue descrito por Friedrich Ritter en Kakteen in Südamerika 4: 1461-1462 en 1981.
Cleistocactus hoffmannii (Ritter) G. Charles fue publicado en Cactaceae Syst. Init. 20:12 en 2005 y así está aceptado en The Plant List.
Es un taxón que ha tenido mucha confusión. Werner Hoffmann lo descubrió en las alturas de Huarochirí y pensó que se trataba de un Haageocereus setosus. Luego se pensó que era un híbrido con Espostoa melanostele (Cites Cact. Check. 1992,1999) y por lo tanto un nombre inválido por falta de holotipo.  

### Etimología
- Loxanthocereus: nombre genérico que deriva del griego loxós, que significa inclinado, y anthos, flor debido a que sus flores son inclinadas
- Cleistocactus: nombre genérico que  deriva del griego kleistos, y significa cerrado, debido a que sus flores apenas se abren.
- hoffmannii: epíteto del descubridor Werner Hoffmann, el primero en describir el taxón en 1965, aunque en forma errónea.